# Until the End of Time (album)
Until the End of Time is een postume album van rapper 2Pac. Het werd uitgebracht op 27 maart 2001. Het album is een verzameling van vrijgekomen materiaal en remixes van nummers van Tupacs "Makaveli" periode op Death Row. Until the End of Time was langverwacht en eindigde als de best verkopende rap album van 2001. Het album ging triple platina door RIAA.
De single "Until the End of Time" met Richard Page bevat een sample van het nummer "Broken Wings" uit 1985 van de groep Mr. Mister (waarvan Page zelf leadzanger is). De video van het lied is een compilatie van nooit eerder vertoonde beelden van Tupac. Suge Knight en Afeni Shakur waren de uitvoerende producenten van dit album, met tien nummers geproduceerd door Johnny "J". 

## Tracklist

### Disc 1
| Nr. | Titel                                                        | Producer(s)                                                         | Duur |
| --- | ------------------------------------------------------------ | ------------------------------------------------------------------- | ---- |
| 1.  | Ballad of a Dead Soulja                                      | Remix by Cold 187um Original by Johnny "J"                          | 4:15 |
| 2.  | Fuck Friendz (met Tiffany Villarreal)                        | QDIII                                                               | 5:19 |
| 3.  | Lil' Homies                                                  | Johnny "J"                                                          | 3:43 |
| 4.  | Let Em Have It (met SKG & Honey)                             | L.T. Hutton                                                         | 4:53 |
| 5.  | Good Life (met Big Syke & E.D.I.)                            | Mike Mosley                                                         | 4:17 |
| 6.  | Letter 2 My Unborn (met Anthem & Tena Jones)                 | Remix by Trackmasters Original by Johnny "J"                        | 3:55 |
| 7.  | Breathin' (met Outlawz)                                      | Johnny "J"                                                          | 4:04 |
| 8.  | Happy Home (met Yusef Sharid, Barbara Wilson & Tracy Hardin) | Remix by JIM GITTUM, Daren Vegas & Crooked I Original by Johnny "J" | 3:56 |
| 9.  | All Out (met Outlawz)                                        | Big Simon Says                                                      | 5:32 |
| 10. | Fuckin' with the Wrong Nigga                                 | Hurt-M-Badd                                                         | 3:37 |
| 11. | Thug N U Thug N Me (Remix) (met K-Ci & JoJo)                 | Johnny "J"                                                          | 4:11 |
| 12. | Everything They Owe (met Timothy)                            | Johnny "J"                                                          | 3:07 |
| 13. | Until The End of Time (met R.L. Huggar)                      | Remix by Trackmasters Original by Johnny "J"                        | 4:26 |
| 14. | M.O.B. (met Outlawz & Thug Life)                             | Remix by Ant Banks Original by Kurt Couthan                         | 5:01 |
| 15. | World Wide Mob Figgaz (met Outlawz & Ta'he)                  | Johnny "J"                                                          | 4:37 |

### Disc 2
| Nr. | Titel                                              | Producer(s)                                                    | Duur |
| --- | -------------------------------------------------- | -------------------------------------------------------------- | ---- |
| 1.  | Big Syke Interlude (met Big Syke)                  | Cold 187um                                                     | 1:45 |
| 2.  | My Closest Roaddogz (met Shiro & Timothy)          | Johnny "J"                                                     | 4:04 |
| 3.  | Niggaz Nature (Remix) (met Lil' Mo)                | QDIII                                                          | 5:04 |
| 4.  | When Thugz Cry (met Nanci Fletcher)                | Johnny "J"                                                     | 4:22 |
| 5.  | U Don't Have 2 Worry (met Outlawz)                 | QDIII                                                          | 5:07 |
| 6.  | This Ain't Livin' (met Vanessa)                    | Johnny "J"                                                     | 3:41 |
| 7.  | Why U Turn on Me                                   | Remix by JIM GITTUM, Darren Vegas & Crooked I Original by 2Pac | 3:32 |
| 8.  | LastOnesLeft (met Outlawz)                         | Johnny "J"                                                     | 3:59 |
| 9.  | Thug N U Thug N Me (met K-Ci & JoJo)               | Johnny "J"                                                     | 4:29 |
| 10. | Words 2 My First Born (met Above the Law)          | DJ Quik                                                        | 4:07 |
| 11. | Let Em Have It (Remix) (met Lisa "Left Eye" Lopes) | L.T. Hutton                                                    | 4:25 |
| 12. | Runnin' on E (met Outlawz)                         | 2Pac                                                           | 5:37 |
| 13. | When I Get Free (met J. Valentine)                 | Remix by Cold 187um Original by Johnny "J"                     | 4:30 |
| 14. | Until the End of Time (Remix) (met Richard Page)   | Johnny "J" & Franky "Nitty" Pimental                           | 4:27 |

## Charts
| Jaar | Album                 | Hoogste positie | Hoogste positie        | Hoogste positie           |
| Jaar | Album                 | Billboard 200   | Top R&B/Hip Hop Albums | Nederlandse Album Top 100 |
| 2001 | Until the End of Time | 1               | 1                      | 10                        |